# بوتلوة نهرية
بوتلوة نهرية (الاسم العلمي:Bouteloua megapotamica) هي نوع من النباتات يتبع جنس البوتلوة من الفصيلة النجيلية.